# Gotthard Breit
Gotthard Breit (* 1941 in Schorndorf) ist ein deutscher Politikdidaktiker.

## Leben
Breit studierte nach Abitur und Wehrdienst Geschichte, Germanistik und Politikwissenschaft an der Eberhard Karls Universität Tübingen, der Universität Hamburg und der Albert-Ludwigs-Universität Freiburg und wurde 1972 bei Andreas Hillgruber an der Philosophischen Fakultät der Universität Freiburg mit der Dissertation Das Staats- und Gesellschaftsbild deutscher Generale beider Weltkriege im Spiegel ihrer Memoiren zum Dr. phil. promoviert. Nach dem Referendariat und der Assistenz für Politische Bildung an der Universität Osnabrück wurde er Akademischer Rat (Lehrstuhl Walter Gagel) an der TU Braunschweig. Von 1994 bis 2007 war er Professor für Didaktik des Politikunterrichts an der Otto-von-Guericke-Universität Magdeburg. Er ist Herausgeber zahlreicher politikdidaktischer Bücher und Mitherausgeber der Fachzeitschrift Politische Bildung (Wochenschau Verlag).

## Schriften (Auswahl)
- Das Staats- und Gesellschaftsbild deutscher Generale beider Weltkriege im Spiegel ihrer Memoiren (= Wehrwissenschaftliche Forschungen, Abteilung Militärgeschichtliche Studien. 17). Boldt, Boppard (am Rhein) 1973, ISBN 3-7646-1576-1.
- Mit den Augen des anderen sehen. Eine neue Methode zur Fallanalyse (= Politische Bildung, Kleine Reihe. 3). Wochenschau Verlag, Schwalbach 1991, ISBN 3-87920-505-1.
- mit Siegfried Schiele: Vorsicht Politik. Wochenschau Verlag, Schwalbach 2008, ISBN 978-3-89974-252-7.
- mit Siegfried Frech: Politik durchschauen. Wie man sich erfolgreich Durchblick verschafft. Ein Schülertaschenbuch. Wochenschau Verlag, Schwalbach 2010, ISBN 978-3-89974-495-8 (2. Aufl. 2018).
- Allein vor der Klasse. Meine erste Stunde im Politikunterricht. Ein Planungskonzept und Hilfen für Berufsanfänger und fachfremd unterrichtende Politiklehrerinnen und -lehrer (= Politische Bildung. Kleine Reihe). Wochenschau Verlag, Schwalbach 2010, ISBN 978-3-89974-569-6.
- mit Georg Weißeno: Planung des Politikunterrichts. 4. Aufl. Wochenschau Verlag, Schwalbach 2012, ISBN 978-3-87920-270-6.
- Mit Leidenschaft und Augenmaß zugleich. Zum Spannungsverhältnis von Rationalität und Emotionalität im Politikunterricht. Wochenschau Verlag, Schwalbach 2016, ISBN 978-3-7344-0372-9.